# Bjart Ording
Bjart Ording   (Nes, 19 de maig de 1898 - Nes, 12 d'octubre de 1975) va ser un genet noruec que va competir durant el segon quart del segle xx.
El 1928 va prendre part en els Jocs Olímpics d'Amsterdam, on va disputar quatre proves del programa d'hípica. Va guanyar la medalla de plata en la prova de concurs complet per equips, mentre en el concurs complet individual fou sisè. En ambdues proves va participar amb el cavall And Over. En les altres dues proves disputades, el salts d'obstacles per equips i individual, fou onzè i trenta-sisè respectivament amb el cavall Fram I. Vint-i-quatre anys més tard, als Jocs de Hèlsinki, fou vint-i-novè en la prova de salts d'obstacles individual amb el cavall Fram II.